# Toropa ferrifera
Toropa ferrifera är en insektsart som först beskrevs av Walker 1851.  Toropa ferrifera ingår i släktet Toropa och familjen Dictyopharidae. Inga underarter finns listade i Catalogue of Life.